# Репсіг
Репсіг (рум. Răpsig) — село у повіті Арад в Румунії. Входить до складу комуни Боксіг.
Село розташоване на відстані 387 км на північний захід від Бухареста, 60 км на північний схід від Арада, 127 км на захід від Клуж-Напоки, 95 км на північний схід від Тімішоари.

## Населення
За даними перепису населення 2002 року у селі проживали 810 осіб.
Національний склад населення села:
| Національність | Кількість осіб | Відсоток |
| -------------- | -------------- | -------- |
| румуни         | 767            | 94,7%    |
| цигани         | 39             | 4,8%     |

Рідною мовою назвали:
| Мова      | Кількість осіб | Відсоток |
| --------- | -------------- | -------- |
| румунська | 774            | 95,6%    |
| циганська | 33             | 4,1%     |